# Glacisstraße (Landau in der Pfalz)
Die Glacisstraße ist eine Straße in Landau in der Pfalz. Sie ist zu weiten Teilen als Denkmalzone ausgewiesen.

## Beschaffenheit
Die Denkmalzone Glacisstraße umfasst die Hausnummern 9–19 (ungerade Nummern), 11a, 22–34 (gerade Nummern), 22a, 26a sowie zusätzlich die Moltkestraße 18
Bei den Gebäuden handelt es sich um eine geschlossene Bebauung gehobenen Anspruchs, die um 1890 bis 1900 entstand. Sie umfassen spätgründerzeitliche, gruppierte Wohnhäuser mit ausgebauten Mansarddächern auf der Südseite. Hinzu kommen eingefriedete Vorgärten; Das Haus mit der Nummer 26 ist mit der Jahreszahl 1898 bezeichnet. Der Westteil der Straße bildet die Denkmalzone Westliche Glacisstraße, die die Hausnummern 6 bis sowie 20, 7/7a umfasst. Dabei handelt es sich um eine  Mietshauszeile mit spätgründerzeitlichen Klinkerbauten.

## Geschichte
Die Straße entstand Ende des 19. Jahrhunderts infolge der Aufgabe der Festung Landau; der Name der Straße rührt daher, dass sich an ihrer Stelle zuvor ein Glacis befunden hatte. Die Ausweisung als Denkmalzone folgte 1990.
Im 21. Jahrhundert wurden in der Straße vor den Häusern mit den Hausnummern drei und neun Stolpersteine gelegt, um der dort lebenden Opfer des Nationalsozialismus zu gedenken. Im März 2024 begann die Umgestaltung der Straße. Dabei werden jeweils Kanäle, Gas-, Wasser- und Abwasserleitungen erneuert.